# 12342 Kudohmichiko
12342 Kudohmichiko è un asteroide della fascia principale. Scoperto nel 1993, presenta un'orbita caratterizzata da un semiasse maggiore pari a 2,3625469 UA e da un'eccentricità di 0,1574523, inclinata di 4,10644° rispetto all'eclittica.